# Miquel Nadal (pintor)

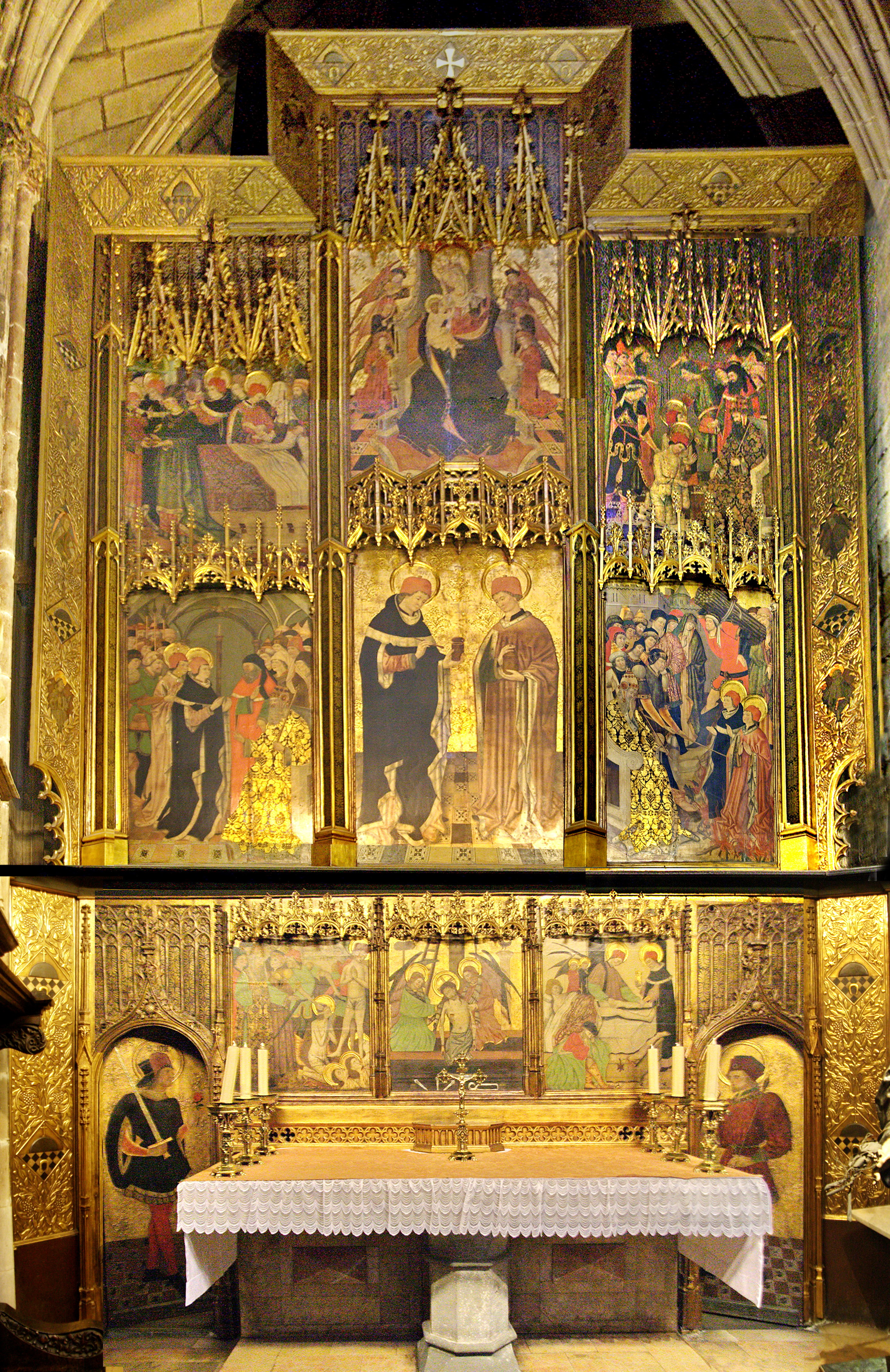
Taller de Bernat Martorell, Retaule de sant Cosme i sant Damià, Catedral de Barcelona

Miquel Nadal fou un pintor gòtic del segle xv d'origen valencià.
Fill d'un agricultor veí de València, es va desplaçar a Barcelona, on apareix per primera vegada documentat el 17 de març de 1445 en una col·laboració amb el pintor Francesc Bergés a un retaule per a la capella de Sant Llorenç de l'església de Santa Maria del Mar.
L'any 1451 va signar un contracte amb Bartomeua, vídua de Bernat Martorell i el seu fill, per a fer-se càrrec de la continuació del taller del seu marit a partir del 14 d'abril de 1453. Des d'aquella data i fins al 1455, col·labora amb Bernat Martorell II, a la realització del retaule de Sant Cosme i Sant Damià de la catedral de Barcelona, però de seguida van tenir discrepàncies, pel que Miquel Nadal va anul·lar dit contracte en 1455, deixant obres pendents com el Retaule de Santa Clara i Santa Caterina també per a la catedral, que va finalitzar l'escultor Pere Garcia de Benavarri l'any 1458.
Les característiques de les seves obres no són una continuïtat del gòtic internacional de Martorell, sinó que s'integren dins del corrent del realisme flamenc de la segona meitat del segle xv.